# Xırmandalı (Biləsuvar)
Xırmandalı è un comune dell'Azerbaigian situato nel distretto di Biləsuvar. Conta una popolazione di 7 824 abitanti.